# 亡名之徒
为2024年上映的韩国罪案片，由与奉俊昊联合创作《駭人怪物》剧本的河准元编剧并执导，趙震雄、金喜愛与李秀敬主演，2024年2月7日在韩国上映。

## 剧情概要
影片讲述以买卖名字为赚钱手段、被称作傀儡社长界的王牌背上一千亿韩元的贪污罪名成为“已死之人”后，为了找回因名字产生交集的人和被夺走的人生而展开追踪的故事。

## 演员阵容
- 趙震雄 饰演 李万财[5]

曾经是挂名社长界的传说，被冤枉后一夜之间成为一个“死人”。
- 金喜愛 饰演 沈女士（沈恩助）[6]

以天生的智谋和气魄闻名的政界知名顾问。
- 李秀敬 饰演 孔熙珠[7]

追查李万财行踪的人，她坚信李万财是父亲去世的罪魁祸首，从运营“李万财还活着”频道到在国会门前进行一人示威，她都很积极。
- 金元海 饰演 孔紊飭[8]

孔熙珠的父亲，李万财担任代表的风投企业的另一名挂名社长。
- 崔載雄 饰演 黃治運[8][9]

国会议员、下届总统候选人，凭借气魄和信念获得国民的信任，但因非法政治资金丑闻备受困扰。
- 朴浩山 饰演 趙必主[8]

白天是国会议员黃治運的后援会会长，晚上摇身一变成清洗巨额政治资金的“Laundry Jo”，他是一个擅长权谋术数的狡猾之人。
- 李時勳 饰演 笨家伙[9]

介绍李万财出售自己名字的掮客。
- 刘延洙 饰演 尹圣洙[9]

与黃治運对立的人民党党代表。
- 全茂松[10]饰演 陈老师

给李万财解释名字的印章图鉴师傅。
- 鄭潤廈 饰演 沈女士的随行秘书
- 鄭雲鮮[10]饰演 秀賢，李万财的妻子。
- 崔英武[10]饰演 王发通
- 郭子亨 饰演 民义党特别助理
- 李瑙雅 饰演 离婚调解委员
- 严志满 饰演 中国监狱狱警
- 全振宇 饰演 承包商1
- 白承益 饰演 承包商2
- 景盛煥 饰演 尹代表特别助理
- 崔秀英 饰演 Hipster（特别出演）[10][11]

知名夜店的MD、挂名社长生意的中间联络人。
- 李英锡 饰演 看守废车场的老人

## 制作
2021年8月，韩国OTT平台wavve宣布赵震雄、金喜爱与柳惠英主演其投资的第二部原创电影《Dead Man》，《駭人怪物》的编剧河准元编剧并执导，Palette Pictures与Saram娱乐共同制作，计划2022年夏天在韩国上映。影片于同年11月开机拍摄，此前柳惠英获得的角色孔熙珠最终由李秀敬出演。

### 创作
该片是河准元的导演处女作，他透露该片所涉及的素材和内容取材有难度，他采访了众多政治相关人士，花费了长达5年的时间进行调查资料和剧本创作。金喜爱在片中的政治顾问角色以美国电影《局内人》中的说客麦德琳·魏特（朱迪·福斯特饰）作为参考，片中的台词量和信息量较大，河准元将剪辑重点放在传达力和速度感上，以使观众更易接受。

### 拍摄
主体拍摄于2021年11月1日开始，于2022年2月12日结束4个月的拍摄。

### 损益平衡点
据媒体报道，该片损益平衡点约为180万观影人次。

## 发行
影片于2024年年2月7日在韩国上映；同年2月29日起在韩国提供IPTV和VOD服务。

### 评价
韩国电影周刊《Cine21》共有5位影评人为该片打分，均分5/10分。

### 票房
在韩国上映首个周末（2月9日至2月11日）适逢韩国春节假期，获得11万7千余名观影人次的票房成绩位列当周周末票房榜第5位。

## 奖项荣誉
| 年份   | 颁奖礼               | 奖项                 | 入围者 | 结果 | 参考   |
| ------ | -------------------- | -------------------- | ------ | ---- | ------ |
| 2024年 | 2024首尔国际电影大奖 | 演员票选的最佳演员奖 | 趙震雄 | 獲獎 | [ 21 ] |